# 藏曲
藏曲，是中国长江流域的一条河流，汇入金沙江右岸，属于金沙江水系。河长120千米，流域面积4600平方千米，年均流量53立方米每秒。自然落差1623米。水能理论蕴藏量28万千瓦。